# 東勢寮 (嘉義縣)
東勢寮，原寫為東勢藔，是臺灣嘉義縣太保市的一個傳統地域名稱，位於該市西南半葉的西北部。相較於今日行政區，其範圍大致包括東勢里不含西北部及南部中央凸出部分的南大半部及東北部凸出部分的東端、後庄里南大半葉的西端、崙頂里北部西段及西部凸出部分的北端、安仁里北部西側凸出部分的北端，另外還包括朴子市的仁和里東南部凸出部分的東北半部，以及六腳鄉的工廠村南部東側凸出部分。
國立故宮博物院南部院區設於本地區西北部邊界地帶，主建物在北鄰蒜頭地區境內。

## 歷史
台灣日治初期，東勢寮地區為一街庄（舊制街庄），稱為「東勢藔庄」，隸屬於大槺榔西堡。該庄昔日西北邊及北邉西段與蒜頭庄為鄰，北邊東段與灣內庄、新埤庄為鄰，東與太保庄為鄰，南邊為崙仔頂庄、頂港仔墘庄，西邊為小槺榔庄。
1901年（日治明治三十四年）11月11日，全台廢縣廳改設二十廳，該庄隸屬於嘉義廳。1904年（明治三十七年）2月20日，該庄編入「後潭區」，隸屬於嘉義廳。1905年（明治三十八年）7月1日，嘉義廳內管轄區域調整，該庄仍隸屬於「後潭區」。1909年（明治四十二年）10月25日，全台合併二十廳為十二廳，後潭區仍隸屬於嘉義廳。1920年（大正九年）10月1日，全台地方制度大改正，廢十二廳改設五州二廳，該庄改制並雅化為「東勢寮」大字，隸屬於臺南州東石郡太保庄（新制街庄）。
戰後太保庄改制為太保鄉，隸屬於臺南縣，大字亦改制為村。1950年10月25日，雲、嘉、南分治，太保鄉改隸屬嘉義縣。1991年7月1日，因應嘉義縣治遷入，太保鄉升格為縣轄市太保市，村亦改制為里。

## 聚落
該地區發展較早的聚落為東勢藔，在日治期初期的官方地圖上已有記載。

## 交通
鄉道嘉43-1線是東勢寮至橋仔頭的道路，經過本地區主聚落。該道路實際起點位於頂港子墘地區境內的縣道168號路口，地處東勢寮聚落南郊。
鄉道嘉58線是雙溪口至太保的道路，經過本地區東北部。
鄉道嘉58-1線是仁和至東勢的道路，橫貫本地區中部。
鄉道嘉59線是灣內至蒜頭糖廠的道路，其南側端點（終點）位於本地區北部邊界地帶的鄉道嘉58線路口。

## 博物館
- 國立故宮博物院南部院區（院區東南部，主建物在北鄰蒜頭地區境內）

## 學校
- 永慶高中